# Het laatste kasteel
Het laatste kasteel (originele titel: The Last Castle) is een fantasyboek van Jack Vance uit 1966. In het Nederlands verscheen het in een vertaling van Warner Flamen in 1974.

## Verhaal
Na terugkeer van de mens op aarde werden negen kastelen gebouwd om de repatrianten in onder te brengen. Ze werden geconstrueerd als sterke gebouwen, met hoge muren en van alle gemakken voorzien. De bewoners leefden honderden jaren in luxe en passeerden de tijd in een door tradities bepaalde omgeving. De bevolkingsomvang wordt zorgvuldig in de hand gehouden en wanneer een geboorte boven het quotum plaatsvindt wordt de boreling in een dorpje van de "Boetelingen" in de buurt ondergebracht. Voor de noodzakelijke werkzaamheden en het amusement waren enkele buitenwereldse rassen geïmporteerd. De Boeren verzorgden het grovere werk, Phanes waren verfijnde kweekproducten, die in de verst ontwikkelde vorm op fijn gebouwde meisjes leken. Het technisch werk werd overgelaten aan de ondoorgrondelijke maar bekwame Meks, een ras dat over telepathische eigenschappen leek te beschikken. En dan waren er de Vogels, een lomp en brutaal vliegend ras, gespeend van elk gevoel voor decorum, dat werd gebruikt voor verkenning en luchttransport.
Over de eigenschappen van het ras der Meks werd veel gespeculeerd en diverse geleerden hadden elk hun eigen gezichtspunten dienaangaande. De kasteelbevolking leefde vele eeuwen op zorgeloze wijze. Totdat verontrustende informatie kwam over Meks die plotseling kasteel Zeeëiland hadden overgenomen. Daarna kwam Janeil aan de beurt, de vesting met 60 meter hoge muren van smeltrots. De heren den dames bleven onbezorgd, totdat een aarden wal, waaraan door de belegeraars ‘s nachts werd gewerkt, op aanzienlijke hoogte tegen de muur lag en de bedoeling duidelijk werd. Op een zeker moment, na een aantal maanden, rolde de aarde over de kasteelmuur naar binnen en bij de daarop volgende slachtpartij vonden alle bewoners van Janeil de dood, de heren, de dames, Boeren en Phanes. Alleen de Vogels wisten scheldend en mopperend de vlucht te nemen.
De rest van het verhaal behandelt gebeurtenissen op Hagedorn, een onneembaar geacht kasteel op de top van een diorietrots, waarvan alleen al de muren honderd meter hoog waren. Op het moment dat bij de acht andere kastelen de Meks vertrokken waren gebeurde datzelfde op Hagedorn, met medeneming van gereedschappen, wapens en apparatuur. Tijdens de vele daarna volgende vergaderingen werd tussen de notabelen veel overlegd, maar passende maatregelen bleven uit. Alleen heer Claghorn toonde een realistisch soort bezorgdheid. De situatie was niet acuut zorgwekkend, hoewel met het vertrek van de Meks het technisch onderhoud nu weggevallen was omdat de heren zich slechts op theoretisch gebied hadden ontwikkeld. Op een zeker moment besluit militair specialist Xanten een verkenningsvlucht uit te voeren met behulp van de Vogels. Hij ontdekt hierbij hoe slecht de toestand is. Na langdurig en zinloos overleg besluit Claghorn Kasteel Hagedorn te verlaten en zich bij de buiten de kastelen wonende dorpelingen aan te sluiten.
Op onderzoek uitgestuurde Vogels keren terug met verontrustend nieuws; inmiddels blijken alle overige kastelen verloren te zijn gegaan. Dan begint de belegering van Hagedorn. Meks laten hun krachtwagens, halflevende spierplaten op wielen, de onderlaag onder het kasteel weggraven. Muren storten in. Ondertussen weet Claghorn de Boetelingen en nomaden te organiseren voor een tegenaanval van buitenaf. Dit blijkt een succesvolle actie. Er wordt uiteindelijk een overeenkomst gesloten met de Meks; het traditionele leven op de kastelen is echter voorgoed voorbij.